# Erzbistum Santa Fe de la Vera Cruz

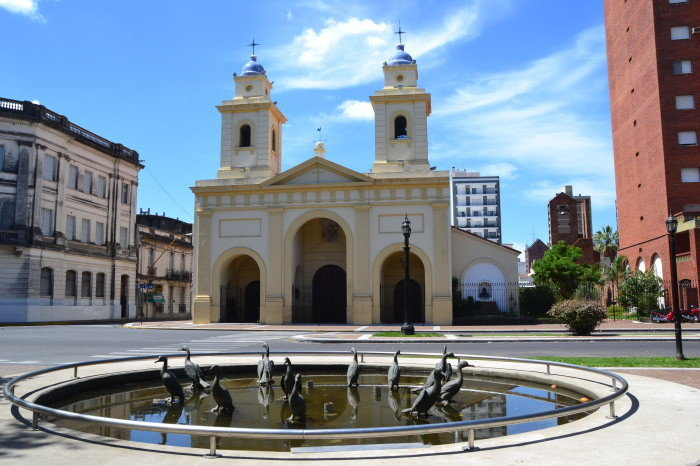
Kathedrale Santa Fe

Das Erzbistum Santa Fe de la Vera Cruz (lat.: Archidioecesis Sanctae Fidei Verae Crucis, span.: Arquidiócesis de Santa Fe de la Vera Cruz) ist eine in Argentinien gelegene römisch-katholische Erzdiözese mit Sitz in Santa Fe.

## Geschichte
Das Bistum Santa Fe wurde am 15. Februar 1897 durch Papst Leo XIII. mit der Päpstlichen Bulle In Petri Cathedra aus Gebietsabtretungen des Bistums Paraná errichtet und dem Erzbistum Buenos Aires als Suffraganbistum unterstellt. Am 20. April 1934 gab das Bistum Santa Fe Teile seines Territoriums zur Gründung des Bistums Rosario ab.
Am 20. April 1934 wurde das Bistum Santa Fe durch Papst Pius XI. mit der Päpstlichen Bulle Nobilis Argentinae nationis zum Erzbistum erhoben. Das Erzbistum Santa Fe gab am 3. Juni 1939 Teile seines Territoriums zur Gründung des Bistums Resistencia ab. Weitere Gebietsabtretungen erfolgten am 11. Februar 1957 zur Gründung des Bistums Reconquista und am 10. April 1961 zur Gründung des Bistums Rafaela. Am 19. September 1992 änderte das Erzbistum Santa Fe seinen Namen in Erzbistum Santa Fe de la Vera Cruz, nahm also den vollen Namen der Stadt des Bischofssitzes an.

## Bischöfe

### Bischöfe von Santa Fe
- Juan Agustín Boneo, 1898–1932
- Nicolás Fasolino, 1932–1934

### Erzbischöfe von Santa Fe
- Nicolás Kardinal Fasolino, 1934–1969
- Vicente Faustino Zazpe, 1969–1984
- Edgardo Gabriel Storni, 1984–1992

### Erzbischöfe von Santa Fe de la Vera Cruz
- Edgardo Gabriel Storni, 1992–2002
- José María Arancedo, 2003–2018
- Sergio Alfredo Fenoy, seit 2018